# Theodor Steinkopff
Theodor Steinkopff (* 26. Mai 1870 in Magdeburg; † 29. März 1955 in Dresden) war ein deutscher Verleger und Gründer des Verlags Theodor Steinkopff.
Steinkopff war der Sohn des Arztes Hugo Steinkopff und ging in die Lehre als Buchhändler. Er wurde mit Georg Gringer Teilhaber des Verlags Steinkopff & Springer in Dresden, der Bücher und Zeitschriften zu Wissenschaft und Technik publizierte. 1908 gründete er seinen eigenen Verlag, der die spätere Kolloidzeitschrift herausgab. Später kam medizinische Literatur hinzu. Nach dem Zweiten Weltkrieg leitete er den Verlag weiter in Dresden. Sein Sohn Dietrich Steinkopff (1901–1970) gründete einen Zweig in Westdeutschland, zuerst in Wiesbaden, dann in Frankfurt und ab 1950 in Darmstadt. Der westdeutsche Zweig (später von Jürgen Steinkopff (1928–1978), dem Sohn von Dietrich und Enkel von Theodor Steinkopff, weitergeführt) kam 1980 zu Springer, der ostdeutsche Zweig wurde 1978 enteignet.
Er war Gründungsmitglied der Kolloid-Gesellschaft, deren Geschäftsführer er bis 1945 war und die ihm zu Ehren den Theodor-Steinkopff-Preis vergibt. Er war Ehrenmitglied der Kolloid-Gesellschaft und erhielt 1940 deren Laura R. Leonard Preis.
1929 wurde er Ehrendoktor (Dr.-Ing.) der TU Dresden.